# 바르보우리시아 루파
바르보우리시아 루파(Barbourisia rufa)는 금눈돔목에 속하는 조기어류 물고기의 일종이다. 바르보우리시아과(Barbourisiidae)와 바르보우리시아속(Barbourisia)의 유일종이다. 전세계 바다의 열대 및 온대 해역, 주로 태평양의 일본 근해와 뉴질랜드의 수심 300~2000m 지점에서 발견된다. 바르보우리시아과는 이전에 케토미무스목으로 분류했지만, 현재는 금눈돔목으로 분류한다.

## 계통 분류
2017년 현재, 금눈돔목의 계통 분류는 다음과 같다.

|  | 멜람파이스과 |
|  |              |
|  | 금눈돔과     |
|  |              |

|  | 론델레티아과                                                          |
|  |                                                                       |
|  | \| \| 바르보우리시아과 \| \| \| \| \| \| 스테파노베리스과 \| \| \| \| |
|  |                                                                       |
|  | 바르보우리시아과                                                      |
|  |                                                                       |
|  | 스테파노베리스과                                                      |
|  |                                                                       |

|  | 바르보우리시아과 |
|  |                  |
|  | 스테파노베리스과 |
|  |                  |

|  | 론델레티아과                                                          |
|  |                                                                       |
|  | \| \| 바르보우리시아과 \| \| \| \| \| \| 스테파노베리스과 \| \| \| \| |
|  |                                                                       |
|  | 바르보우리시아과                                                      |
|  |                                                                       |
|  | 스테파노베리스과                                                      |
|  |                                                                       |

|  | 바르보우리시아과 |
|  |                  |
|  | 스테파노베리스과 |
|  |                  |

|  | 멜람파이스과 |
|  |              |
|  | 금눈돔과     |
|  |              |

|  | 론델레티아과                                                          |
|  |                                                                       |
|  | \| \| 바르보우리시아과 \| \| \| \| \| \| 스테파노베리스과 \| \| \| \| |
|  |                                                                       |
|  | 바르보우리시아과                                                      |
|  |                                                                       |
|  | 스테파노베리스과                                                      |
|  |                                                                       |

|  | 바르보우리시아과 |
|  |                  |
|  | 스테파노베리스과 |
|  |                  |

|  | 론델레티아과                                                          |
|  |                                                                       |
|  | \| \| 바르보우리시아과 \| \| \| \| \| \| 스테파노베리스과 \| \| \| \| |
|  |                                                                       |
|  | 바르보우리시아과                                                      |
|  |                                                                       |
|  | 스테파노베리스과                                                      |
|  |                                                                       |

|  | 바르보우리시아과 |
|  |                  |
|  | 스테파노베리스과 |
|  |                  |